# 武举

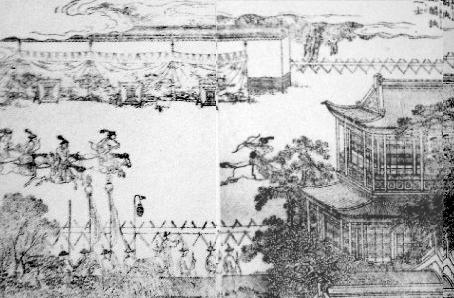
武举人選拔圖

武举是中国、朝鮮、越南科举考試制度中的武科，目的是選拔軍事人才。源自中國，由唐高宗李治创立并实行。此前依据传统史书记载，普遍认为武举由武则天于702年创立并首次实行，但从1971年发现的李仁泰墓志中可得知，李仁泰早于永隆二年（681年）就参加过武举。因此武举的创立时间尚有争议，但不会在武则天执政时期。考试内容包括箭、弓、刀、石等。以后宋、明等朝都有武举，至清朝時改稱武科。中國歷史上武舉一共進行過約五百次。相對於文科舉，武科舉較為不受重視。歷朝的武舉時而被廢，時而恢復。
相對于文科考試，中武举者称为武举人，武举第一則稱為武狀元。同文科舉一樣，武舉亦有作弊案件，雖然相比文举而言較不嚴重。

## 中國

### 唐代
唐代的武舉主要考举重、騎射、步射、馬槍等技術；此外對考生外貌、體格亦有要求，要「軀幹雄偉，有將帥之姿者」。

### 宋代
宋仁宗以來便有武舉制度。每舉率七十人赴省試。前期軍頭引見司於內弓箭庫試驗弓馬，於別所附試程文七書義五道、兵機策二道。榜首為補保義郎，與巡檢差遣。
宋代時規定武舉不能只有武力，要「副之策略」，問孙武兵法等。
宋室渡江以後，試弓馬於殿前司。每舉登第者率20人。
淳熙二年三月乙已，詔武舉第一人為補秉義郎，堂除諸軍計議官。七年，改武舉殿試第一名與御前同正將，三名以上同副將，五名以上及省試魁同準備將，始為中舉者即從軍之先例。
武舉出身的人士，亦有「絕倫」的評價標準。淳熙十年，凡邊縣武舉出身人，能「射兩石弓，馬射九斗」，謂之「絕倫」。

### 明代
明代時武舉為「先之以謀略，次之以武藝」，如果在答策的筆試中不及格，不能參考武試。初期的筆試考三題，試策兩題，另一題論考四書。後來四書的題目改為默寫武經。武試則最少要求騎射九矢中三，步射九矢中五。
明初實行屯兵（世兵）制，武科取士首重武學，武選途徑有四，分別為世職、武舉、行伍、納吸。因武學的完善，武舉延至天順八年首開，嘉靖元年（1522年）議准《武舉條格》，武舉遂成定制，分鄉試、會試、殿試，鄉試馬、步射及試策論一道，會試馬、步射及策二道、論一道。
明代亦有和武舉類似的會舉，但只讓南北兩直隸的功臣後裔和武官子弟參與。

### 清代
至清代時，改為先試馬步射，馬射二回六矢，中三為合。步射九矢中五為合。之後比併力氣，包括拉硬弓、舞刀、舉石。弓分八、十、十二力；刀分八十、一百、百二斤；石分二百、二百五十、三百斤。合格者才考筆試。
清代武舉分鄉試、會試及殿試三級。鄉試分三場，首場考馬射，二場考步射及技勇，合稱外場，三場默寫武經。會試亦分三場，內容與鄉試相同。殿試於太和殿舉行，皇帝親試。馬試立三靶，各距三十五步（一百七十五尺），二回六矢，再射地球一次，中三為合始可考步射，弓以三力為準。步射立一高五尺五寸、闊二尺寸布靶，與射者距三十步（一百五十尺），六矢中二者為合，弓以五力為準。技勇包括拉弓、舞刀、舉石。弓分八、十、十二力；刀分八十、一百、百二斤；石分二百、二百五十、三百斤。技勇弓必開滿，刀必舞花，石舉離地一尺為合。內場默寫武經一段，以不錯漏及端正為合。

## 朝鮮

### 高麗王朝
高麗王朝前期受女真的軍事威脅，為抵抗女真入侵，朝廷要培養大量軍事人才，睿宗四年（1109年）設武學齋，又稱講藝齋，培養軍官。可是這段時間高麗國內文治主義強烈，不少文臣不滿朝廷設武學齋培養武官，而且初期通過武科考入武學齋的考生眾多，甚至策論考試不及格者也被錄取，於是人們紛紛棄文從武，武學漸興，並與文學對峙，引起憂慮，於是武舉和講藝齋在仁宗十一年廢除。至高麗末年恭愍王官員、教育家李穑雖然上書請求復辦武舉，但未被採納。武科實施的具體辦法《武科法》於恭让王时拟定完毕，但未及實施，高麗王朝便告覆滅。

### 朝鮮王朝
朝鮮王朝初期沿襲高麗《武科法》，要求武舉與文科舉並重，不能偏廢。朝鮮太祖二年（1393年）武舉正式設置，至太祖八年實施，一般與文科舉一同舉行，分為初试、复试和殿试，初试為武藝考核，于式年前一年秋季进行，及格者于式年春赶赴汉阳參加由兵曹主持的复试。複試考兵法及小部份經史書籍，从中选取28名。复试及格者將到王宫參加由国王主持殿试，內容包括骑击球、步击球、讲书，分一甲、二甲、三甲，一甲3人、二甲5人、三甲20 人。武科及格者称武科出身，授予红牌，品秩与文科相同, 称为别侍卫权知或训练院权知。除式年试外还有增广、别试、廷试、谒圣试、春塘台试、外方别科等临时科试，后期又设立观武才的武科。此外还於每年春秋在漢陽进行都试，由兵曹和训练院主持, 而地方则由各道兵使主持, 在军士、东西班从三品以下贤良等志愿者中试取。

## 越南

### 後黎朝
越南在後黎朝後期鄭阮紛爭期間，統治北方的鄭主與統治南方的阮主兩大政權戰事頻仍，鄭主政權設立武學，定期举行武艺比赛來培訓軍事人才。後來國內除政權互相爭戰外，各地也有民變發生。為了對抗阮主和平定民變起事，後黎朝保泰四年（1723年），郑主始设武举，之后基本上三年一举。1771年南部爆发了西山起义，阮主忙於平息民變，鄭主就趁機揮軍南下，又捲入與西山軍的戰事中，更加逼切需要通過武舉選拔軍事人才，因此戰爭時期的黎显宗景兴年間是鄭主武举开科次数和取士人数最多的时期，坚持三年一开科，并一直举行到景兴四十六年（1785年）。
後黎朝時武舉名稱及中式者稱號與中國並不相同——武鄉試稱所舉，中式者依身分與合格場數分別稱生員、弁生、學生、學生合式及弁生合式；武會試、武殿試合併為博舉，中式者稱造士。

### 阮朝
阮朝只在嗣德年間曾舉行武舉，設有副榜，中式者仍稱武進士。

## 武舉出身的武將
中國歷史上由武舉出身的高級將領不多，比較著名的有唐代的郭子仪（唐玄宗開元初年武舉異等）、北宋徐徽言（宋徽宗赐“绝伦及第”）、明代戚繼光（明世宗嘉靖年武舉人）、尹鳳、林兆鼎、王來聘、吳襄、吳三桂、馬世龍、孫祖壽等。朝鮮有高麗的韓自純。

## 明朝武狀元
- 王來聘

## 清朝武狀元
從順治三年（1646年）至光緒二十四（1898年）年間中武狀元者合共109人。

### 順治朝（7人）
- 順治三年丙戌科（1646年）：郭士衡，山東章邱人。
- 順治六年己丑科（1649年）：金抱一
- 順治九年壬辰科（1652年）：王玉璽，浙江仁和人。
- 順治十二年乙未科（1655年）：于國柱
- 順治十五年戊戌科（1658年）：劉炎，浙江山陰人。
- 順治十七年庚子補行已亥科（1660年）：林本直，江蘇上元人
- 順治十八年辛丑科（1661年）：霍維鼐，山東濟寧人。

### 康熙朝（21人）
- 康熙三年甲辰科（1664年）：吳三畏
- 康熙六年丁未科（1667年）：秦藩信，順天宛平人
- 康熙九年庚戌科（1670年）：張英奇，直隸深州人
- 康熙十二年癸丑科（1673年）：郎天詐，浙江山陰人。
- 康熙十五年丙辰科（1676年）：荀國樑
- 康熙十八年己未科（1679年）：羅琪，浙江會稽人。
- 康熙二十一年壬戌科（1682年）：王繼先
- 康熙二十四年乙丑科（1685年）：徐憲武，直隸人。
- 康熙二十七年戊辰科（1688年）：王應統
- 康熙三十年辛未科（1691年）：張文煥，甘肅寧夏人。
- 康熙三十三年甲戌科（1694年）：曹日緯，京衛。
- 康熙三十六年丁丑科（1679年）：繳煜章京衛。
- 康熙三十九年庚辰科（1700年）：馬會伯，甘肅寧夏人。
- 康熙四十二年癸未科（1703年）：曹維城
- 康熙四十五年丙戊科（1706年）：楊謙，江蘇儀征人。
- 康熙四十八年己丑科（1709年）：田唆，直隸獻縣人。
- 康熙五十一年壬辰科（1712年）：李顯光
- 康熙五十三年癸巳科（1713年）：李如柏，甘肅寧夏人。
- 康熙五十四年乙未科（1715年）：賽都，漢軍正紅。
- 康熙五十七年戊戌科（1718年）：封榮九
- 康熙六十年辛丑科（1721年）：林德鏞

### 雍正朝（5人）
- 雍正元年癸卯科（1723年）：李埃
- 雍正二年甲辰科（1724年）：曹國瓊，漢軍鑲白。
- 雍正五年丁未科（1727年）：王元浩，山東膠州人。
- 雍正八年庚戌科（1730年）：齊大勇，直隸昌黎人。
- 雍正十一年癸丑科（1733年）：孫宗夏，陝西鎮安人。

### 乾隆朝（27人）
- 乾隆元年丙辰科（1736年）：馬負書，漢軍鑲黃。
- 乾隆二年丁已科（1737年）：哈攀龍，直隸任邱人。
- 乾隆四年己未科（1739年）：朱秋魁，浙江金華人。
- 乾隆七年主戊科（1742年）：賈廷詔
- 乾隆十年乙丑科（1745年）：董孟，漢軍正黃。
- 乾隆十三年戊辰科（1748年）：張兆潘，江蘇泰興人。
- 乾隆十六年辛未科（1751年）：張大經，山西風台人。
- 乾隆十七年壬申科（1752年）：哈廷梁，直隸獻縣人。
- 乾隆十九年甲戊科（1754年）：顧麟
- 乾隆二十二年丁醜科（1757年）：李國樑，直隸豐潤人。
- 乾隆二十五年庚辰科（1760年）：馬全，山西陽曲。 壬中科時已取中探花，名馬瓊，此科更名再中。
- 乾隆二十六年辛巳科（1761年）：段飛龍，直隸永年人。
- 乾隆二十八年癸未科（1763年）：德灝，滿洲正黃
- 乾隆三十一年丙戌科（1766年）：白成龍
- 乾隆三十四年己丑科（1769年）：錢治平，順天霸州人。
- 乾隆三十六年辛卯科（1771年）：林大彪，浙江江山人。
- 乾隆三十七年壬辰科（1772年）：李威光，廣東長樂人。
- 乾隆四十年乙未科（1775年）：玉懋賞，山東福山人。
- 乾隆四十三年戊戌科（1778年）：邢敦行，直隸定州人。
- 乾隆四十五年庚子科（1780年）：黃瑞，浙江江山人。
- 乾隆四十六年辛丑科（1781年）：劉雙，順天大興人。
- 乾隆四十九年甲辰科（1784年）：劉榮慶，江蘇泰州人。
- 乾隆五十二年丁未科（1787年）：馬兆瑞，山東臨清人。
- 乾隆五十四年己酉科（1789年）：劉國慶，江蘇泰州人。
- 乾隆五十五年庚戊科（1790年）：玉福，漢軍鑲黃。
- 乾隆五十八年癸丑科（1793年）：徐殿飆，山東掖縣人
- 乾隆六十年乙卯科（1795年）：邸飛虎

### 嘉慶朝（12人）
- 嘉慶元年丙辰科（1796年）：黃仁勇，廣東海陽人．
- 嘉慶四年己未科（1799年）：李雲龍，直隸阜城人。
- 嘉慶六年辛酉科（1801年）：姚大寧，廣東南海人。
- 嘉慶七年壬成科（1802年）：李白玉，直隸蔓城人。
- 嘉慶十年乙丑科（1805年）：張聯元，直隸獻縣人。
- 嘉慶十三年戊辰科（1808年）：徐華清
- 嘉慶十四年己已科（1809年）：汪道誠，江西樂平人．
- 嘉慶十六年辛未科（1811年）：馬殿甲，河南鄧州人。
- 嘉慶十九年甲戌科（1814年）：丁殿寧，山東益都人。
- 嘉慶二十二年丁丑科（1817年）：武鳳來
- 嘉慶二十四年己卯科（1819年）：徐開業以傳臚未到除名，以榜眼秦鍾英推升狀元，陝西神木人。
- 嘉慶二十五年庚辰科（1820年）：昌伊蘇，滿洲正黃。

### 道光朝（15人）
- 道光二年壬午科（1822年）：張雲亭，直隸清豐人。
- 道光三年癸未科（1823年）：張從龍，山西臨縣人。
- 道光六年丙戊科（1826年）：李相清，山西陽曲人。
- 道光九年己丑科（1829年）：吳鉞，山東蓬萊人。
- 道光十二年壬辰科（1832年）：李廣金，山西靈邱人。
- 道光十一年辛卯科（1831年）：林秋華，竹塹六張梨人。
- 道光十三年癸已科（1833年）：牛鳳山，河南沿縣人。
- 道光十五年乙未科（1835年）：波啟善，滿洲正紅。
- 道光十六年丙申科（1836年）：王瑞，直隸安肅人。
- 道光十八年戊戌科（1838年）：郝光甲，直隸任邱人。
- 道光二十年庚子科（1840年）：趙雲鵬，河南汝陽人。
- 道光二十一年辛丑科（1841年）：德慶，漢軍鑲白。
- 道光二十四年甲辰科（1844年）：張殿華，直隸棗強人。
- 道光二十五年乙巳科（1845年）：吳德新，直隸東明人。
- 道光二十七年丁末科（1847年）：李信直，直隸晉州人。
- 道光三十年庚戊科（1850年）：彭陽春，四川華陽人。

### 咸豐朝（5人）
- 咸豐三年王子科（1852年）：田在田，山東鋸野人。
- 咸豐三年癸丑科（1853年）：溫常勇，直隸天津人。
- 咸豐六年丙辰科（1856年）：王世清，直隸南和人．
- 咸豐九年己未科（1859年）：韓金甲，山東歷城人。
- 咸豐十年庚申科（1860年）：馬鴻圖，直隸撫寧人。

### 同治朝（6人）
- 同治元年壬戌科（1862年）：史天樣，直隸邯鄲人。
- 同治二年癸亥科（1863年）：黃大元，直隸懷安人。
- 同治四年乙丑科（1865年）：張蜀錦，直隸廣平人。
- 同治七年戊辰科（1868年）：陳桂芬，浙江天台人。
- 同治十年辛末科（1871年）：丁錦堂，福建上杭人。
- 同治十三年甲戌科（1874年）：張風鳴，河南西平人。

### 光緒朝（11人）
- 光緒二年丙子科（1876年）：宋鴻圖，福建侯官人。
- 光緒三年丁丑科（1877年）：佟在棠，汉军正白。
- 光緒六年庚辰科（1880年）：黃培松，福建龍泉人。
- 光緒九年癸未科（1883年）：楊廷弼，河南祥符人。
- 光緒十二年丙戌科（1886年）：宋占魁，山東昌邑人。
- 光緒十五年己丑科（1889年）：李夢說，山東陽谷人。
- 光緒十六年庚寅科（1890年）：張憲週，山東琿城人。
- 光緒十八年壬辰科（1892年）：卞賡，江蘇海州人。
- 光緒二十年甲午科（1894年）：張鴻翥，江西鄱陽人。
- 光緒二十一年乙未科（1895年）：武國棟，直隸天津人。
- 光緒二十四年戊戌科（1898年）：張三甲，直隸開州人。

## 註腳
1. ↑  李心傳《建炎以來朝野雜記》甲集 卷十三 武舉
2. ↑  曹循《明代两京武学的会举》
3. 1 2  田以麟《朝鮮半島科舉度與衰雛議》，《考试研究》2007年1月，第3卷第1期]
4. 1 2  李成茂：《高丽朝鲜两朝的科举制度》，北京，北京大学出版社，1993。
5. ↑  陳文《越南黎朝的武举制度考——兼论中国武举制度对越南的影响》，暨南学报（哲学社会科学版），2007年第3期，总第128期
6. ↑  陳文. . 北京: 商務印書館. 15.

- 方震華：〈文武糾結的困境——宋代的武舉與武學 （页面存档备份，存于）〉。

## 延伸阅读
[在维基数据编辑]
 《欽定古今圖書集成·經濟彙編·選舉典·武舉部》，出自陈梦雷《古今圖書集成》